# Szépművészeti Múzeum (Szatmárnémeti)
A szatmárnémeti Szépművészeti Múzeum műemléknek nyilvánított múzeum Romániában, Szatmár megyében. A romániai műemlékek jegyzékében az SM-II-m-A-05224 sorszámon szerepel.

## Története
A múzeum a Vécsey-palotában kapott helyet, melynek nevezetessége, hogy 1711. április 30-án az egykor itt állt épületben írták alá Pálffy János, a Habsburg-uralkodó magyarországi haderejének főparancsnoka és a szövetkezett erdélyi és magyar rendek képviselői a szatmári békét.